# Archives (album de Sideburn)
Cet article concerne l'album de Sideburn. Pour l'album de Rush, voir Archives.
Archives, sorti en 2005, est une compilation de Sideburn qui contient les meilleures musiques du groupe de 1990 à 2005.

## Liste des titres
| No  | Titre                     | Durée |
| --- | ------------------------- | ----- |
| 1.  | Born To Storm             |       |
| 2.  | Baby Don't Care           |       |
| 3.  | Sign It In The South      |       |
| 4.  | King Without a Sword      |       |
| 5.  | Never Kill The Chicken    |       |
| 6.  | Crocodile                 |       |
| 7.  | Nostalgic Harmonies       |       |
| 8.  | Gangster Lover            |       |
| 9.  | Breaking The Chains       |       |
| 10. | Voodoo Girl               |       |
| 11. | Remedy                    |       |
| 12. | Hell On Wheels            |       |
| 13. | Hialmar                   |       |
| 14. | The Price Of Treason      |       |
| 15. | Knokin' At The Wrong Door |       |
| 16. | Baby You Run              |       |
| 17. | Get That Way              |       |
| 18. | Up Around The Bend        |       |